# ادمون بيكار
ادمون بيكار هو كاتب مسرحي ومحامي وصحفي ومحامي وشاعر وسياسي بلجيكي، ولد في 15 ديسمبر 1836 في بروكسل في بلجيكا، وتوفي في 19 فبراير 1924 في بلجيكا. انتخب عضو مجلس الشيوخ البلجيكي.